# Palyas pallicosta
Palyas pallicosta là một loài bướm đêm trong họ Geometridae.